# Сумануте идеје
Сумануте идеје (суманутост) представљају уверења, настала на болесној основи, без покрића у стварним чињеницама. Болесник се понаша сходно својим закључцима и за њих се активно залаже. Она се не могу исправити позивањем на разум особе која их има и која нису у складу са васпитањем и средином у којој живи особа са таквим веровањима. Сумануте идеје могу бити синтимне и кататимне.
Синтимне су секундарне, изведене из примарно патолошки измењеног афекта: депресивно расположење праћено је често идејама пропасти, осиромашења и кривице, а манија иде уз идеје величине, високог порекла, богатства итд.
Кататимне суманутости нису у вези са афективним стањем болесника као на пример код идеје прогањања.
Зависно од врсте садржаја, постоје више врста суманутих идеја.
Према структури запажамо две варијанте суманутих идеја: 
- Високо систематизоване, логичне, неподложне корекцији код којих су искључиво због погрешне полазне мисли, финални закључци патолошки (параноична суманутост).

- Заједница са закључцима, евидентно алогичне, апсурдне, али је терапијска корекција у некој мери могућа (параноидна структура).

Сумануте идеје су скору увек знак озбиљног душевног обољења (психозе).

#### Варијације суманутих идеја:

##### Сумануте идеје прогањања
Болесник има утисак континуираног праћења, прислушкивања, прогоњености од стране блиских, познатих или непознатих лица и група људи, одређених организација или државних институција. Он има доживљај озбиљне животне угрожености. Прогонитељи се служе најразноврснијим средствима да би остварили свој циљ (свемирске зраке, електричну струју, парапсихолошке способности, невидљива зрачења, телевизијски екран, интернет и сл.). Пацијент у вези с тим покреће низ активности у смеру заштите свог живота (сам спрема своју храну, избегавање одређених „сумњивих” контакта, рестрикција кретања и сл.). Даљом прогресијом болести, пацијент се понекад усмерава активној "самоодбрани", када (реактивно) постаје реална претња за „лица која га прогањају” (могућ је физички напад или хомоцидни акт усмерен према прогонитељима). Сумануте идеје прогањања су обично удружене са суманутостима величине. Карактеристичне су за параноидну схизофренију.

##### Сумануте идеје односа
Сумануте идеје односа карактерише повезивање свих доживљаја и појава у болесниковом окружењу са његовом личношћу. Болесник сматра да се управо њему нешто (углавном претеће и непријатно) спрема. Безазлени гест саговорника, кашљуцање пролазника на улици, смешак ТВ водитеља, јавни скупови, штампа, радио, позориште, филмске представе итд., ништа од тога није случајно, већ се управо њему нешто дискретно упућује, прети, алудира, упозорава и сл. Према субјективном осећају болесника, ти сигнали су некада и евидентни целокупној јавности. Недужном окружењу болесник неретко замера пасивну "солидарност" са прогониоцима - "сви ви то добро знате, као и ја, само се правите луди...". Стање прати континуирани пораст незадовољства, које воде предузимању мера опрезности, ишчекивања нечег непријатног и страха. Ове идеје су такође познате и као интерпретативне. Карактеристичне су за параноидну схизофренију.

##### Сумануте идеје љубоморе
Болесник у одсуству било какве реалне основе, истражује, "доказује" неверства на психопатолошки начин. Болесник проверава мрља на доњем вешу, мирис и изглед полних органа, понекад постији повезивањем прељубе са члановима најуже породице итд. Болесник преклиње жену да му призна неверство (некада жена у очају призна да је преварила пацијента, иако то заправо није учинила, у нади да ће после "признања" престати психичка тортура), па ако то не успе онда јој он прети, туче је и сл. Могуће је и убиство сексуалног партнера на бази оваквих суманутих идеја. Карактеристичне су за параноидне психозе.

##### Сумануте идеје величине (експанзивне, грандоманске)
Доминирају идеје великог богатства, божје месије, краљевског порекла, проналазаштва (изумитељ машина које ће променити свет), пацијент тврди за себе да је познат, значајна историјска личност, има способност контроле времена, реформатор, крунски сведок који ће расветлити светску завери и сл. Овакви садржаји одређују и понашање пацијента. Карактеристичне су за манију, али их запажамо и код схизофрених пацијената.

##### Сумануте идеје пропасти
Пацијент сматра да је економски пропао, укућани ће помрети јер он породицу више не може да издржава, чак ће и цео свет следити његову судбину. Веровање да ће пацијента убрзо однети болест и сл. Понашање пацијента је у складу са датим веровањем. Карактеристичне су за депресију.

##### Сумануте идеје кривице и самооптуживања
Пацијент сматра да је одговоран и крив не само за своје стање, већ и за све грехове овог света (земљотрес у Јапану), прихвата одговорност и за догађаје у којима није учествовао (чак и за оно што се десило пре његовог рођења).

##### Хипохондријске сумануте идеје
Особа верује да болује од неке телесне болести, иако нема никаквих доказа који би тој тврдњи ишли у прилог. Ове идеје могу бити блажег интензитета, умерене, али и у екстремном облику (срце не ради, органи иструлевају и сл.). Карактеристичне су за депресију.

##### Еротоманске сумануте идеје
Болесник сматра да је предмет сексуалног интересовања јавно познатих личности (из света естраде, политике, уметности...) с којим заправо никада у животу није ступио у контакт. Болесник прима мноштво дискретно скривених сигнала (кроз песму, осмех, мимику, гестове и сл.), на основу којих се особа само упушта у прихватање „понуђене“ понуде. Карактеристичне су за параноидне психозе.

##### Нихилистичке сумануте идеје
За болесника ништа више нема никакав смисао, живот, свет око њега. Болесник сматра да више ничег нема, његове породице (иако су објективно живи), других људи, укључујући и психијатра који је мртав, а и сам пацијент себе таквим доживљава. Карактеристичне су за депресију.

##### Сумануте идеје тровања
Утисак немарног, организованог тровања од стране других особа путем хране.

##### Религиозне сумануте идеје
Представљају некритични доживљај блиске везе са самим божанством, или је пацијент "ту негде", уз преузимање посебних мисионарских и месијанских способности и обавеза.

#### Етиопатогенеза суманутости
Препознајемо четири механизма настанка суманутог синдрома.
1. Интерпретативни - пацијент нормално опажа предмете и појаве у свом окружењу, али погрешно тумачи њихово значење услед идеоафективног блока (у основи је емоционални поремећај)
2. Интуитивни - на основу интуитивног веровања у своје заблуде ствара се идеоафективни блок, а суманути садржаји се третирају као аксиоми, тј. нити се доказују, нити се доводе у питање.
3. Имагинативни - у основу којег је пројекција сопствених маштања у спољашњу стварност, уз потпуни губитак границе између субјективног и објективног света.
4. Халуцинаторни - несвесни потиснути садржај се доживљава као реално у форми халуцинација.